# Campylopus subulatus
Campylopus subulatus là một loài rêu trong họ Dicranaceae. Loài này được Schimp. ex J. Milde mô tả khoa học đầu tiên năm 1862.